# Гормігуеро чорнощокий
Гормігуе́ро чорнощокий (Myrmoborus myotherinus) — вид горобцеподібних птахів родини сорокушових (Thamnophilidae). Мешкає в Амазонії.

## Опис
Довжина птаха становить 12-13 см, вага 16-22 г. Виду притаманний статевий диморфізм. У самців номінативного підвиду верхня частина тіла сизувато-чорна, крила і хвіст дещо тьмяніші, обличчя, горло і кінчики крил чорні. Самиці мають тьмяне, переважно оливково-коричневе забарвлення, кінчики крил у них чорні, нижня частина тіла світло-жовтувата або охриста. Представники різних підвидів вирізняються відтінками у забарвленні.

## Підвиди
Виділяють сім підвидів:

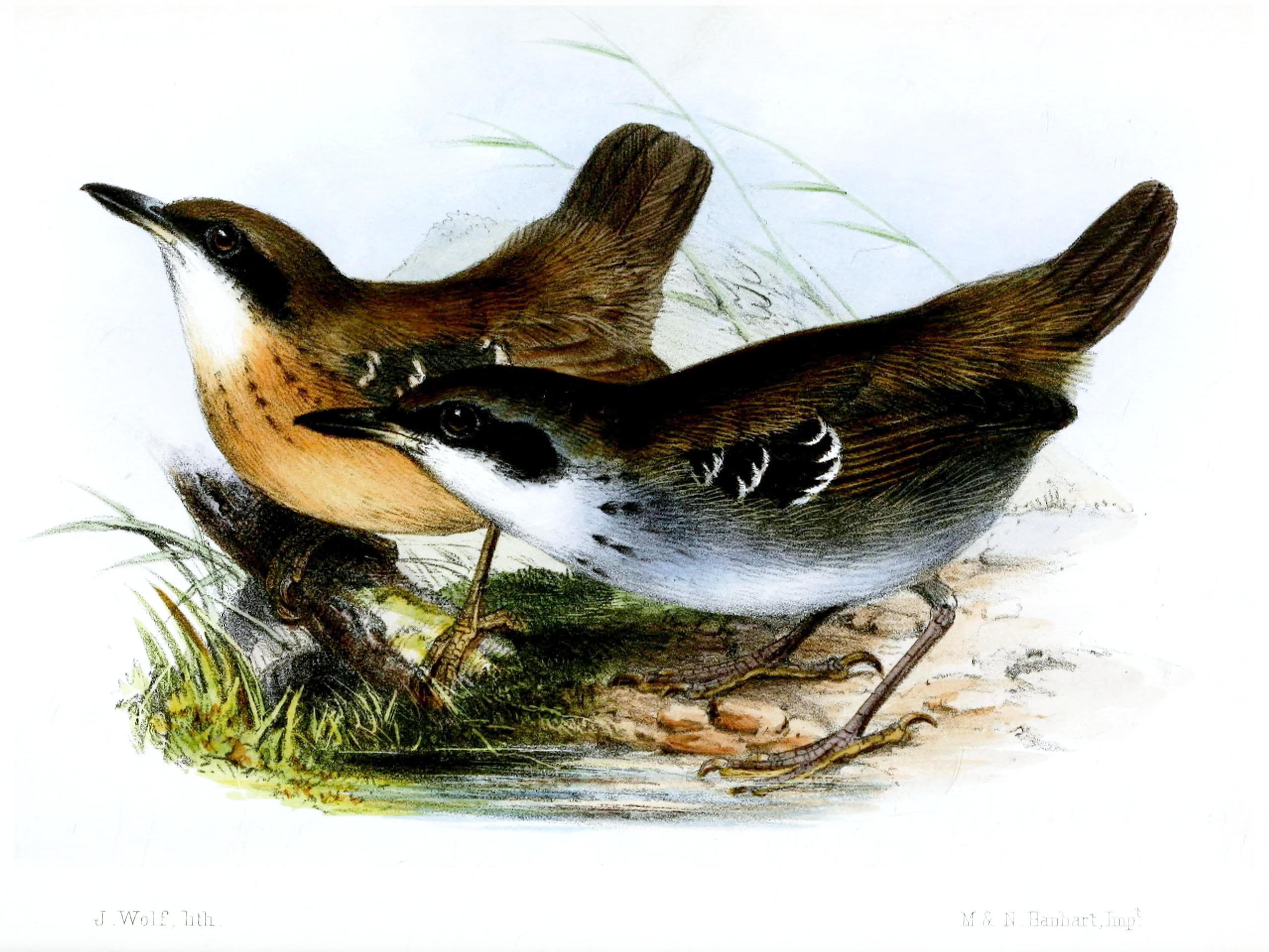
Пара чорнощоких гормігуеро

- M. m. elegans (Sclater, PL, 1857) — південна Венесуела (захід Болівару, південь Амасонасу), північний захід Бразильської Амазонії (північна Рорайма, північний захід Амазонасу у верхній течії Ріу-Неґру), південний схід Колумбії (Мета, Ваупес), схід Еквадору, Перу (на південь до Амазонки, на схід до Укаялі);
- M. m. myotherinus (Spix, 1825) — крайній схід Перу (на схід від Укаялі), південний захід бразильської Амазонії (захід Амазонасу, Акрі), північний захід Болівії;
- M. m. incanus Hellmayr, 1929 — північний захід Бразильської Амазонії (на північ від Амазонки, між річками Жапура і Путумайо);
- M. m. ardesiacus Todd, 1927 — Бразильська Амазонія між річками Жапура і Ріу-Неґру;
- M. m. proximus Todd, 1927 — Бразильська Амазонія на південь від Амазонки, між річками Пурус і Мадейра;
- M. m. ochrolaemus (Hellmayr, 1906) — центральна Бразильська Амазонія (від річок Мадейра і Рузвельт[en] до Токантінса і півдня острова Маражо, на південь до Мату-Гросу);
- M. m. sororius (Hellmayr, 1910) — південь центральної Бразильської Амазонії (південний схід Амазонасу, Рондонія).

## Поширення і екологія
Чорнощокі гормігуеро мешкають у Венесуелі, Колумбії, Еквадорі, Перу, Бразилії і Болівії. Вони живуть у вологих рівнинних тропічних лісах. Зустрічаються парами або невеликими сімейними зграйками, на висоті до 1350 м над рівнем моря, переважно на висоті до 700 м над рівнем моря. Часто приєднуються до змішаних зграй птахів. Живляться комахами, павуками та іншими безхребетними. Гніздо куполоподіюне. багатошарове, зроблене з рослинних волокон, лози і сухого листя. В кладці 1-2 білих яйця, поцяткованих темно-фіолетовими плямками. І самиці, і самці насиджують яйця і доглядають за пташенятами.